# Sarah LaFleur
Sarah Lafleur é uma atriz canadense, mais conhecida por seus papéis emUgly Betty. Sarah fez parte do elenco do ano 2000 Bites História (History Channel), nomeados para um Gemini Award noMelhor Performance por um elenco que em um musical, variedade de programas da categoria.

## Filmografia
- Sailor Moon S the Movie: Hearts in Ice – Sailor Uranus
- Land Lock – Ansa
- Sailor Moon Supers the Movie: Black Dream Hole – Sailor Uranus
- History Bites – Various roles
- PSI Factor: Chronicles of the Paranormal – Female Cop
- Total Recall 2070 – Marge
- Card Captors – Ruby
- The City – Jen
- Traders (TV series)
- Sex & Mrs. X – Maidlol
- The Famous Jett Jackson – Darien
- Daydream Believers: The Monkees' Story – Carla
- Who Killed Atlanta's Children? – Spin Secretary
- Sailor Moon – Sailor Uranus
- Wind at My Back – Woman #1
- You Might Be the Youngest – Laura
- Jackie, Ethel, Joan: The Women of Camelot – Marilyn Monroe
- Twice in a Lifetime – Sevarina
- Devil May Cry – Trish, Dante's Mother
- Earth: Final Conflict – Sarah Boone
- Pretend You Don't See Her – Fitness Center Receptionist
- Blocked – Ideal Woman
- Terminal Invasion – Sarah Philips
- Master Spy: The Robert Hanssen Story – Kimberly Lichtenberg
- The Eleventh Hour – Angela Kieran
- Sue Thomas: F.B.Eye – Nora Albright
- Playmakers – Beth Havens
- CSI: NY – Paige Worthy
- Night Stalker – Trish Medlock
- Ugly Betty – Molly (16 episodes)
- Our Thirties – Emily
- The Unit – Mrs. Johnson
- Grey's Anatomy – Melanie Reynolds
- Without a Trace – Valerie Sharp
- Crossing Jordan – Julie
- Lake Placid 2 – Emily
- Untitled Victoria Pile Project – Detective Maria
- The Mentalist – Emily Maxwell